# Rudolf Skopec
Rudolf Skopec (7. srpna 1913 Velké Meziříčí – 18. července 1975, Praha) byl historikem světové fotografie.

## Biografie
Rudolf Skopec se narodil 7. července 1913 ve Velkém Meziříčí v rodině místního fotografa. V otcově ateliéru se později také vyučil. Po absolvování gymnázia pokračoval ve studiu fotografie na Lehr und Versuchsanstalt für Photografie v Mnichově. Již v mládí začal shromažďovat vše, co se týkalo fotografování. A už v roce 1939 mohl světu představit svoji první práci z dějin fotografie Sto let fotografie.
Nebyl jen teoretik, ale patřil i k významným praktikům meziválečné avantgardy. Časem však jeho vlastní fotografická praxe ustupovala a sběratelství, popisování historie a pedagogická činnost převážila. Jeho pedagogická činnost byla spojena v letech 1940–1973 se Státní grafickou školou, v letech 1962–1975 přednášel na FAMU. Přednášel také v cizině. Významně se podílel na vytvoření sbírky Interkamera Národního technického muzea v Praze.
Jeho největším a dodnes nepřekonatelným přínosem je autorství původního českého díla Dějiny fotografie v obrazech od nejstarších dob k dnešku, vydané Orbisem v roce 1963. Toto dílo bylo vytvořeno do značné míry na základě vlastní sbírky. Po Skopcově předčasné smrti ale byla jeho sbírka roztříštěna. Teprve více než dvacet let po jeho smrti v roce 1997 zakoupilo Uměleckoprůmyslové muzeum zbytky sbírky.